# Municipio de Skull Creek
El municipio de Skull Creek (en inglés: Skull Creek Township) es un municipio ubicado en el condado de Butler en el estado estadounidense de Nebraska. En el año 2010 tenía una población de 271 habitantes y una densidad poblacional de 2,92 personas por km².

## Geografía
El municipio de Skull Creek se encuentra ubicado en las coordenadas 41°15′33″N 96°57′30″O / 41.25917, -96.95833. Según la Oficina del Censo de los Estados Unidos, el municipio tiene una superficie total de 92.76 km², de la cual 92,58 km² corresponden a tierra firme y (0,19 %) 0,18 km² es agua.

## Demografía
Según el censo de 2010, había 271 personas residiendo en el municipio de Skull Creek. La densidad de población era de 2,92 hab./km². De los 271 habitantes, el municipio de Skull Creek estaba compuesto por el 97,05 % blancos, el 0,37 % eran amerindios, el 1,48 % eran asiáticos y el 1,11 % eran de una mezcla de razas. Del total de la población el 2,58 % eran hispanos o latinos de cualquier raza.